# Tie a Yellow Ribbon Round the Ole Oak Tree
"Tie a Yellow Ribbon Round the Ole Oak Tree" là một bài hát của ban nhạc Dawn với sự có mặt của Tony Orlando. Bài hát được Irwin Levine và L. Russell Brown sáng tác, Hank Medress và Dave Appell sản xuất, Telma Hopkins, Joyce Vincent Wilson và chị của Joyce là Pamela Vincent hát bè. Bài hát là một thành công lớn của ban nhạc trong năm 1973.
Bài hát đứng đầu bảng xếp hạng trên cả hai bảng xếp hạng Mỹ và Anh bốn tuần liền trong tháng 4 năm 1973, số một trên bảng xếp hạng Úc bảy tuần từ tháng 5 đến tháng 7 năm 1973 và số một trên bảng xếp hạng New Zealand mười tuần liền từ tháng 6 tới tháng 8 năm 1973. Bài hát này là bài hát bán chạy nhất năm 1973 tại cả Mỹ và Anh.
Năm 2008, Billboard xếp hạng bài hát này là bài hát xếp thứ 37trong danh sách các bài hát hay nhất nhân kỷ niệm 50 năm của danh sách Hot 100.